# Cuítiva

Localização de Cuitiva no departamento de Boyacá.

Cuitiva é um município no departamento de Boyacá, na Colômbia.